# مارتن بريست
مارتن بريست (بالإنجليزية: Martin Brest)‏ (و. 1951  م) هو منتج أفلام، ومخرج أفلام، ومونتير، وكاتب، وكاتب سيناريو أمريكي، ولد في ذا برونكس.

## التعليم
تعلم في مدرسة تيش العليا للفنون، وثانوية ستايفسنت ‏، ومعهد الكونسرفتوار.

## وصلات خارجية
- مارتن بريست على موقع IMDb (الإنجليزية)
- مارتن بريست على موقع روتن توميتوز (الإنجليزية)
- مارتن بريست على موقع ألو سيني (الفرنسية)
- مارتن بريست على موقع أول موفي (الإنجليزية)
- مارتن بريست على موقع بوكس أوفيس موجو (الإنجليزية)
- مارتن بريست على موقع قاعدة بيانات الأفلام السويدية (السويدية)
- مارتن بريست على موقع إن إن دي بي (الإنجليزية)
- مارتن بريست على موقع قاعدة بيانات الفيلم (الإنجليزية)
- مارتن بريست على موقع كينوبويسك (الروسية)